# Syzygium glabratum
Syzygium glabratum är en myrtenväxtart som först beskrevs av Dc., och fick sitt nu gällande namn av Jan Frederik Veldkamp. Syzygium glabratum ingår i släktet Syzygium och familjen myrtenväxter. Inga underarter finns listade i Catalogue of Life.